# Diocesi di Bulla Regia

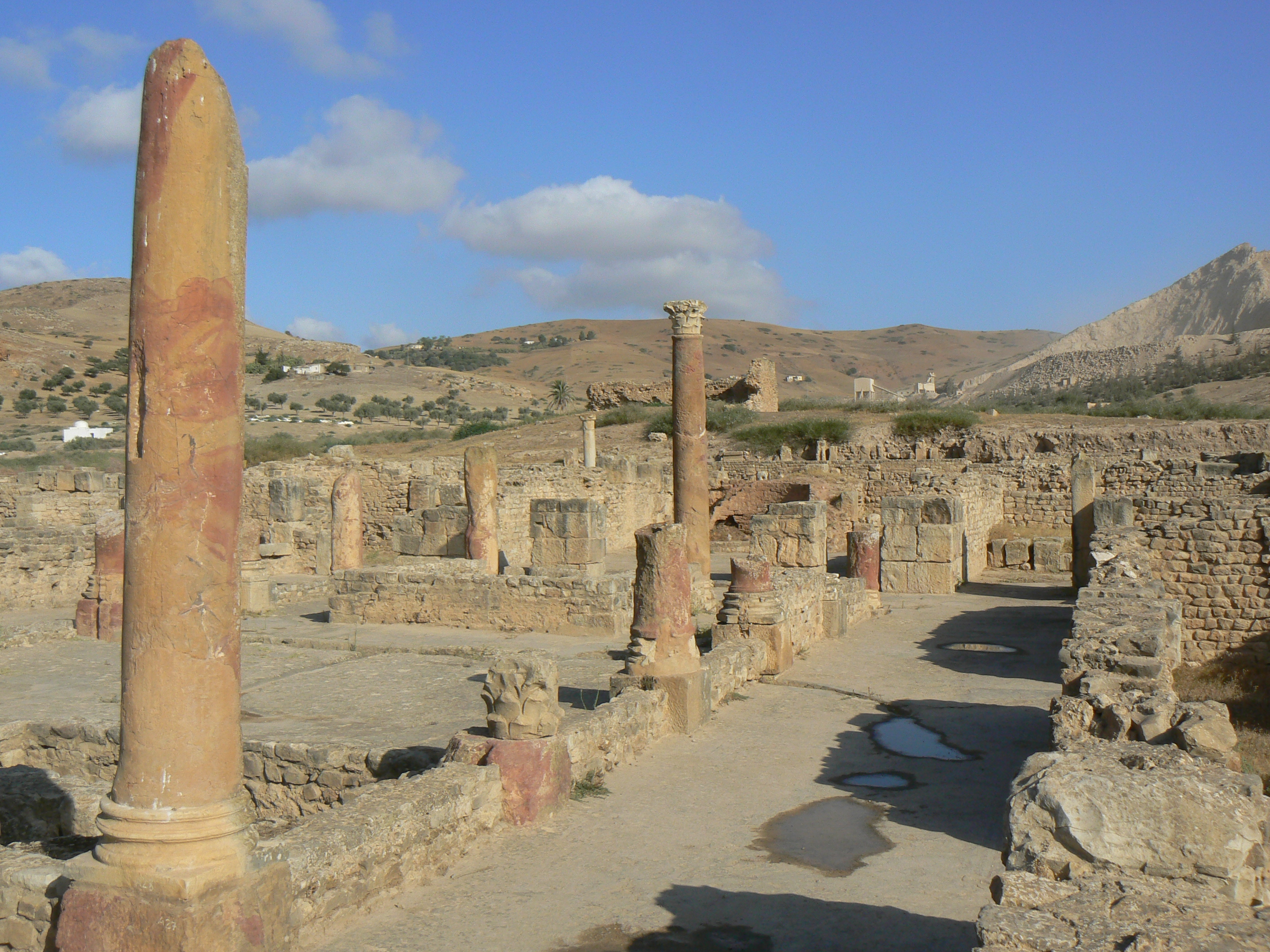
Il sito archeologico di Bulla Regia.

La diocesi di Bulla Regia (in latino Dioecesis Bullensium Regiorum) è una sede soppressa e sede titolare della Chiesa cattolica.

## Storia
Bulla Regia, identificata con il sito anticamente chiamato Hammam-Derradji nei pressi della città di Jendouba in Tunisia, è un'antica sede episcopale della provincia romana dell'Africa Proconsolare, il cui primate era il vescovo di Cartagine.
Gli spettacoli nel teatro della città, segno della vitalità della comunità sul finire del IV secolo, furono occasione di una forte reprimenda di sant'Agostino in un suo discorso tenuto a Bulla Regia nella festa dei Santi Maccabei.
Diversi sono i vescovi documentati di Bulla Regia. Terapio prese parte al concilio di Cartagine convocato il 1º settembre 256 da san Cipriano per discutere della questione relativa alla validità del battesimo amministrato dagli eretici, e figura al 61º posto nelle Sententiae episcoporum.
Epigonio fu particolarmente attivo alla fine del IV secolo. Nel 390 prese parte al concilio presieduto da Geneclio di Cartagine e intervenne in due occasioni per difendere la castità dei vescovi, preti e diaconi e per definire i casi di scomunica dei preti e dei vescovi. L'8 ottobre 393 fu tra i partecipanti di un sinodo a Ippona, dove intervenne in due occasioni. Fu poi presente al concilio cartaginese del 28 agosto 397 e a quello del 27 aprile 399. In quest'ultima riunione fu scelto per far parte di una delegazione che doveva ottenere dall'imperatore una legge che garantisse l'assoluto diritto di asilo nelle chiese.
Alla conferenza di Cartagine del 411, che vide riuniti assieme i vescovi cattolici e donatisti dell'Africa romana, presero parte il cattolico Domnico e il donatista Felice. Domnico ci tenne a precisare che il suo rivale Felice aveva un solo fedele.
Il nome di Giovanni di Bulla Regia figura al 50º posto nella lista dei vescovi della Proconsolare convocati a Cartagine dal re vandalo Unerico nel 484; Giovanni, come tutti gli altri vescovi cattolici africani, fu condannato all'esilio.
Porfirio assistette al concilio cartaginese del 525 e Melloso a quello del 646.
Recenti scavi, effettuati nel 2010, hanno portato alla luce le tombe di due vescovi, con le rispettive iscrizioni mosaicate relative a Procesio e a Armonio, vissuti in epoca pre-bizantina.
Dal XX secolo Bulla Regia è annoverata tra le sedi vescovili titolari della Chiesa cattolica; dal 25 febbraio 1985 il vescovo titolare è Roman Adam Marcinkowski, già vescovo ausiliare di Płock.

## Cronotassi

### Vescovi residenti
- Terapio † (menzionato nel 256)
- Epigonio † (prima del 390 - dopo il 399)
- Domnico † (menzionato nel 411)
  - Felice † (menzionato nel 411) (vescovo donatista)
- Procesio †
- Armonio †
- Giovanni † (menzionato nel 484)
- Porfirio † (menzionato nel 525)
- Melloso † (menzionato nel 646)

### Vescovi titolari
- Jules Girard, S.M.A. † (8 luglio 1921 - 23 marzo 1950 deceduto)
- Herbert Bednorz † (4 maggio 1950 - 12 novembre 1967 succeduto vescovo di Katowice)
- Pierre Martin Ngô Đình Thục † (11 marzo 1968 - 13 dicembre 1984 deceduto)
- Roman Adam Marcinkowski, dal 25 febbraio 1985